# Малаховский, Николай Александрович
Николай Александрович Малаховский (1892—1942, Ленинград) — русский и советский композитор. Член Союза композиторов СССР.

## Биография
Выпускник Петроградского университета 1917 года, в 1925 — окончил Ленинградскую консерваторию под руководством М. О. Штейнберга (по классу композиции). Учился вместе с Д. Шостаковичем.
Работал в Ленинградском радиокомитете, позже — в Институте истории искусств в Ленинграде.
Был сотрудником Ассоциации современной музыки. Из его наследия мало что осталось, партитуры сгорели во время войны.
Умер во время блокады Ленинграда.
Имя композитора выбито на мемориальной доске Союза композиторов, посвящённой членам союза, погибшим во время блокады.
Внучка — композитор Владислава Малаховская.

## Творчество
Много работал, в том числе для театра и радио, но его музыка практически неизвестна современному слушателю. Автор сонат, пьес, романсов, музыки к спектаклям и фильмам («Снайпер» (1931))

## Сочинения
- Опера «Вавилонская палочка» (неокончена, по пьесе А. В. Луначарского);
- для фортепиано — сонаты (в том числе Соната для трубы и фортепиано), музыкальные пьесы;
- для голоса и фортепиано — романсы;
- Музыка к драматическим спектаклям;
- Музыка к фильмам:

- "Снайпер" (1931, реж. С. Тимошенко)
- Музыка к радиопередачам.